# Ramariopsis
Ramariopsis är ett släkte av svampar. Enligt Catalogue of Life ingår Ramariopsis i familjen fingersvampar, ordningen Agaricales, klassen Agaricomycetes, divisionen basidiesvampar och riket svampar, men enligt Dyntaxa är tillhörigheten istället familjen Gomphaceae, ordningen Phallales, klassen Agaricomycetes, divisionen basidiesvampar och riket svampar.
|             | Clavaria |
|             | |
| Ramariopsis | \| \| Ramariopsis dealbata \| \| \| \| \| \| Ramariopsis agglutinata \| \| \| \| \| \| Ramariopsis alutacea \| \| \| \| \| \| Ramariopsis aurantio-olivacea \| \| \| \| \| \| Ramariopsis avellanea \| \| \| \| \| \| Ramariopsis avellaneo-inversa \| \| \| \| \| \| Ramariopsis bicolor \| \| \| \| \| \| Ramariopsis cremicolor \| \| \| \| \| \| Ramariopsis junquillea \| \| \| \| \| \| Ramariopsis longipes \| \| \| \| \| \| Ramariopsis luteotenerrima \| \| \| \| \| \| Ramariopsis ovispora \| \| \| \| \| \| Ramariopsis ramarioides \| \| \| \| \| \| Ramariopsis simplex \| \| \| \| \| \| Ramariopsis tortuosa \| \| \| \| \| \| Ramariopsis asperulospora \| \| \| \| \| \| Ramariopsis asterella \| \| \| \| \| \| Ramariopsis clavuligera \| \| \| \| \| \| Ramariopsis crocea \| \| \| \| \| \| Ramariopsis pulchella \| \| \| \| \| \| Ramariopsis tenuiramosa \| \| \| \| \| \| Ramariopsis vestitipes \| \| \| \| \| \| Ramariopsis cinnamomipes \| \| \| \| \| \| Ramariopsis citrina \| \| \| \| \| \| Ramariopsis costaricensis \| \| \| \| \| \| Ramariopsis novae-hibernica \| \| \| \| \| \| Ramariopsis subtilis \| \| \| \| \| \| Ramariopsis biformis \| \| \| \| \| \| Ramariopsis californica \| \| \| \| \| \| Ramariopsis flavescens \| \| \| \| \| \| Ramariopsis kunzei \| \| \| \| \| \| Ramariopsis minutula \| \| \| \| \| \| Ramariopsis pseudosubtilis \| \| \| \| \| \| Ramariopsis tenuicula \| \| \| \| \| \| Ramariopsis hibernica \| \| \| \| \| \| Ramariopsis holmskjoldii \| \| \| \| |
|             | \| \| Ramariopsis dealbata \| \| \| \| \| \| Ramariopsis agglutinata \| \| \| \| \| \| Ramariopsis alutacea \| \| \| \| \| \| Ramariopsis aurantio-olivacea \| \| \| \| \| \| Ramariopsis avellanea \| \| \| \| \| \| Ramariopsis avellaneo-inversa \| \| \| \| \| \| Ramariopsis bicolor \| \| \| \| \| \| Ramariopsis cremicolor \| \| \| \| \| \| Ramariopsis junquillea \| \| \| \| \| \| Ramariopsis longipes \| \| \| \| \| \| Ramariopsis luteotenerrima \| \| \| \| \| \| Ramariopsis ovispora \| \| \| \| \| \| Ramariopsis ramarioides \| \| \| \| \| \| Ramariopsis simplex \| \| \| \| \| \| Ramariopsis tortuosa \| \| \| \| \| \| Ramariopsis asperulospora \| \| \| \| \| \| Ramariopsis asterella \| \| \| \| \| \| Ramariopsis clavuligera \| \| \| \| \| \| Ramariopsis crocea \| \| \| \| \| \| Ramariopsis pulchella \| \| \| \| \| \| Ramariopsis tenuiramosa \| \| \| \| \| \| Ramariopsis vestitipes \| \| \| \| \| \| Ramariopsis cinnamomipes \| \| \| \| \| \| Ramariopsis citrina \| \| \| \| \| \| Ramariopsis costaricensis \| \| \| \| \| \| Ramariopsis novae-hibernica \| \| \| \| \| \| Ramariopsis subtilis \| \| \| \| \| \| Ramariopsis biformis \| \| \| \| \| \| Ramariopsis californica \| \| \| \| \| \| Ramariopsis flavescens \| \| \| \| \| \| Ramariopsis kunzei \| \| \| \| \| \| Ramariopsis minutula \| \| \| \| \| \| Ramariopsis pseudosubtilis \| \| \| \| \| \| Ramariopsis tenuicula \| \| \| \| \| \| Ramariopsis hibernica \| \| \| \| \| \| Ramariopsis holmskjoldii \| \| \| \| |
|             | Clavulinopsis |
|             | |
|             | Scytinopogon |
|             | |
|             | Mucronella |
|             | |
|             | Hyphodontiella |
|             | |
|             | Setigeroclavula |
|             | |
|             | Ramariopsis dealbata |
|             | |
|             | Ramariopsis agglutinata |
|             | |
|             | Ramariopsis alutacea |
|             | |
|             | Ramariopsis aurantio-olivacea |
|             | |
|             | Ramariopsis avellanea |
|             | |
|             | Ramariopsis avellaneo-inversa |
|             | |
|             | Ramariopsis bicolor |
|             | |
|             | Ramariopsis cremicolor |
|             | |
|             | Ramariopsis junquillea |
|             | |
|             | Ramariopsis longipes |
|             | |
|             | Ramariopsis luteotenerrima |
|             | |
|             | Ramariopsis ovispora |
|             | |
|             | Ramariopsis ramarioides |
|             | |
|             | Ramariopsis simplex |
|             | |
|             | Ramariopsis tortuosa |
|             | |
|             | Ramariopsis asperulospora |
|             | |
|             | Ramariopsis asterella |
|             | |
|             | Ramariopsis clavuligera |
|             | |
|             | Ramariopsis crocea |
|             | |
|             | Ramariopsis pulchella |
|             | |
|             | Ramariopsis tenuiramosa |
|             | |
|             | Ramariopsis vestitipes |
|             | |
|             | Ramariopsis cinnamomipes |
|             | |
|             | Ramariopsis citrina |
|             | |
|             | Ramariopsis costaricensis |
|             | |
|             | Ramariopsis novae-hibernica |
|             | |
|             | Ramariopsis subtilis |
|             | |
|             | Ramariopsis biformis |
|             | |
|             | Ramariopsis californica |
|             | |
|             | Ramariopsis flavescens |
|             | |
|             | Ramariopsis kunzei |
|             | |
|             | Ramariopsis minutula |
|             | |
|             | Ramariopsis pseudosubtilis |
|             | |
|             | Ramariopsis tenuicula |
|             | |
|             | Ramariopsis hibernica |
|             | |
|             | Ramariopsis holmskjoldii |
|             | |

|  | Ramariopsis dealbata          |
|  |                               |
|  | Ramariopsis agglutinata       |
|  |                               |
|  | Ramariopsis alutacea          |
|  |                               |
|  | Ramariopsis aurantio-olivacea |
|  |                               |
|  | Ramariopsis avellanea         |
|  |                               |
|  | Ramariopsis avellaneo-inversa |
|  |                               |
|  | Ramariopsis bicolor           |
|  |                               |
|  | Ramariopsis cremicolor        |
|  |                               |
|  | Ramariopsis junquillea        |
|  |                               |
|  | Ramariopsis longipes          |
|  |                               |
|  | Ramariopsis luteotenerrima    |
|  |                               |
|  | Ramariopsis ovispora          |
|  |                               |
|  | Ramariopsis ramarioides       |
|  |                               |
|  | Ramariopsis simplex           |
|  |                               |
|  | Ramariopsis tortuosa          |
|  |                               |
|  | Ramariopsis asperulospora     |
|  |                               |
|  | Ramariopsis asterella         |
|  |                               |
|  | Ramariopsis clavuligera       |
|  |                               |
|  | Ramariopsis crocea            |
|  |                               |
|  | Ramariopsis pulchella         |
|  |                               |
|  | Ramariopsis tenuiramosa       |
|  |                               |
|  | Ramariopsis vestitipes        |
|  |                               |
|  | Ramariopsis cinnamomipes      |
|  |                               |
|  | Ramariopsis citrina           |
|  |                               |
|  | Ramariopsis costaricensis     |
|  |                               |
|  | Ramariopsis novae-hibernica   |
|  |                               |
|  | Ramariopsis subtilis          |
|  |                               |
|  | Ramariopsis biformis          |
|  |                               |
|  | Ramariopsis californica       |
|  |                               |
|  | Ramariopsis flavescens        |
|  |                               |
|  | Ramariopsis kunzei            |
|  |                               |
|  | Ramariopsis minutula          |
|  |                               |
|  | Ramariopsis pseudosubtilis    |
|  |                               |
|  | Ramariopsis tenuicula         |
|  |                               |
|  | Ramariopsis hibernica         |
|  |                               |
|  | Ramariopsis holmskjoldii      |
|  |                               |

## Källor

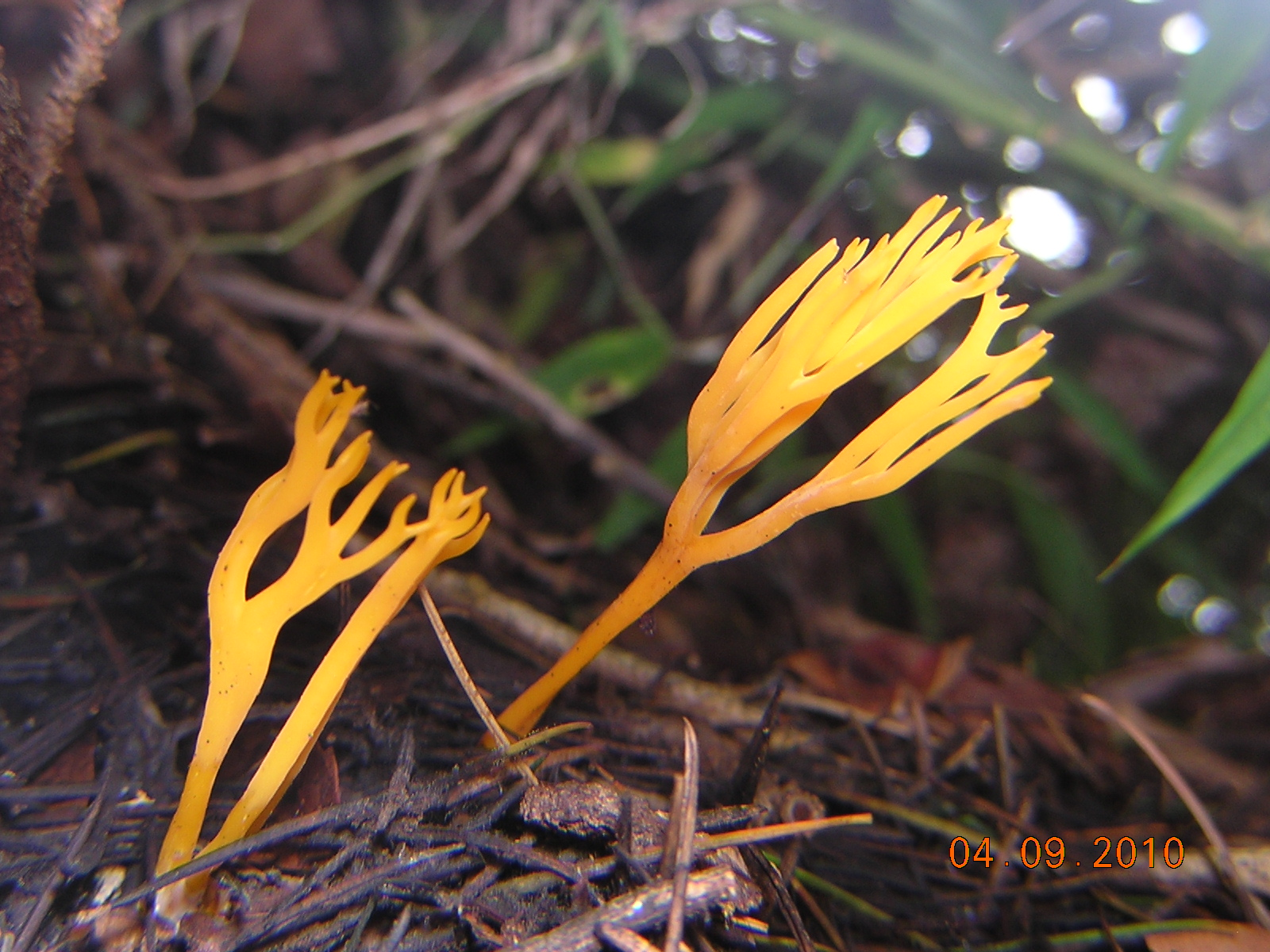
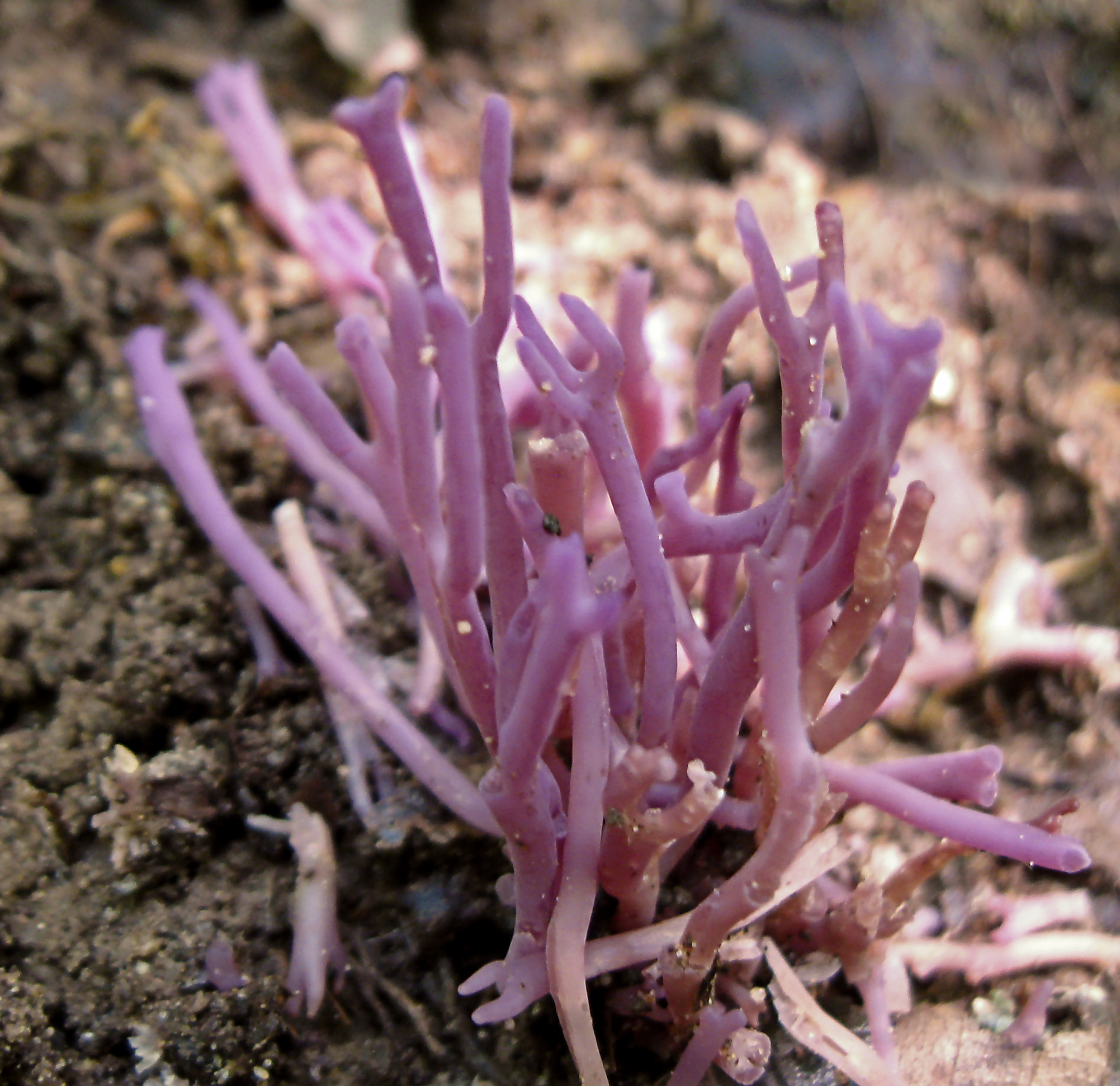
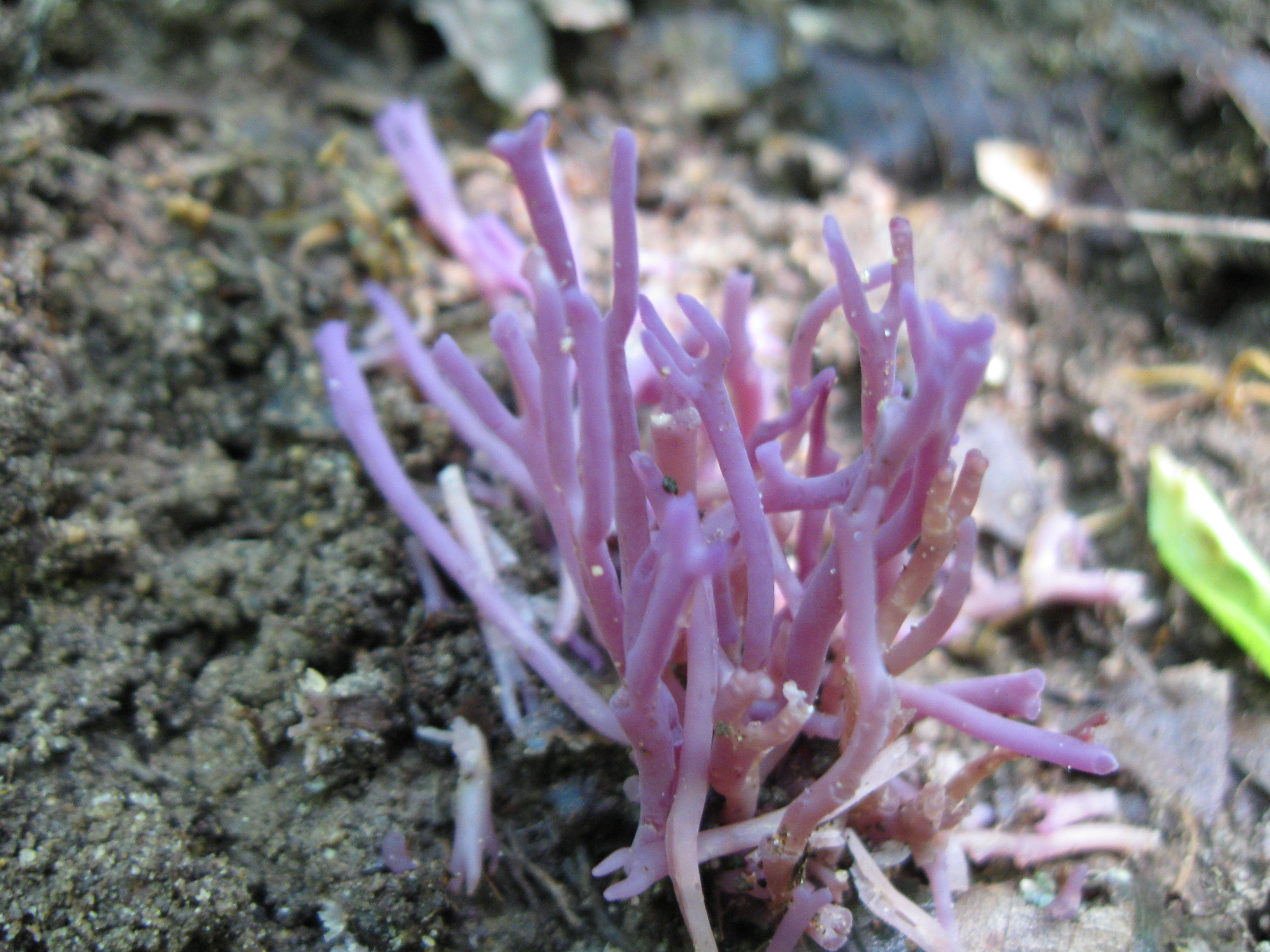
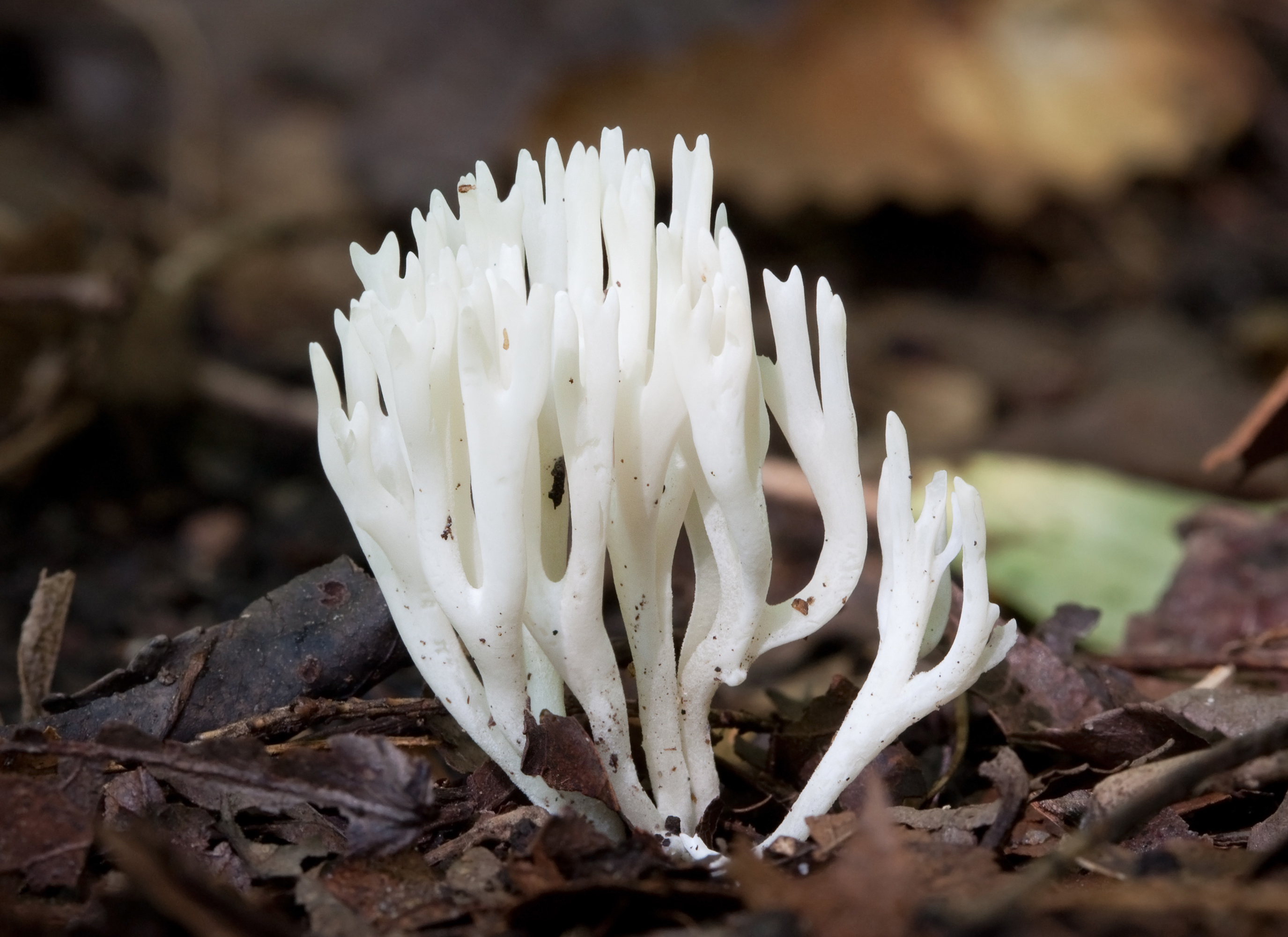